# Crematogaster aberrans
Crematogaster aberrans (лат.) — вид муравьёв рода Crematogaster из подсемейства Myrmicinae (Formicidae). Индия, Таиланд.

## Описание
Отличаются красно-коричневой окраской тела, редкими щетинками скапуса усиков и мелкими проподеальными дыхальцами. Мелкие муравьи (рабочие имеют длину около 4 мм, матки крупнее). Основные промеры и индексы пропорций рабочих муравьёв: ширина головы (HW) 0.82-0.96 мм; длина головы (HL) 0.78-0.93; головной индекс (CI) 102—109 (HW/HL × 100); длина скапуса усика (SL) 0.64-0.74; индекс скапуса усиков (SI) 75-82 (SL/HW × 100). Проподеальные шипики на заднегрудке развиты. Усики рабочих и самок 11-члениковые (у самцов усики состоят из 12 сегментов, включая скапус). Голова округлая. Глаза среднего размера, расположены в задне-боковой части головы. Тело гладкое и блестящее, короткие сеты прижатые к поверхности (отстоящие волоски отсутствуют). Стебелёк между грудкой и брюшком состоит из двух члеников: петиолюса и постпетиолюса (последний четко отделен от брюшка), жало развито, куколки голые (без кокона). Характерна возможность откидывать брюшко на спину при распылении отпугивающих веществ. Таксон был впервые описан как вид в 1892 году швейцарским мирмекологом Огюстом Форелем, а валидный статус был подтверждён в ходе ревизии в 2015 году японским энтомологом Ш. Хосоиши (Shingo Hosoishi; Kyushu University, Фукуока, Япония). Включён в видовую группу Crematogaster ranavalonae-group (Oxygyne).